# Паллоттино, Массимо
Ма́ссимо Паллоттино (итал. Massimo Pallottino, 9 ноября 1909, Рим — 7 февраля 1995, там же) — итальянский археолог и лингвист, один из виднейших исследователей этрусского языка и культуры этрусков, а также других доисторических культур Италии. В 1964 г. открыл двуязычные таблички из Пирги, серьёзно продвинувшие исследование этрусского языка. Основал в Италии Национальный институт этрускологии.

## Признание
Премия Бальцана (1982), Премия Эразмус (1984).